# Свищёвка (Бондарский район)
Свищёвка — деревня в Бондарском районе Тамбовской области России. Входит в состав Нащёкинского сельсовета.

## География
Деревня находится на северо-востоке центральной части Тамбовской области, в лесостепной зоне, в пределах северо-восточной части Тамбовской равнины, на правом берегу реки Большой Ломовис, на расстоянии примерно 14 км (по прямой) к юго-востоку от села Бондари, административного центра района.

### Климат
Климат умеренно континентальный, относительно сухой, с холодной продолжительной зимой и тёплым летом. Средняя температура воздуха самого холодного месяца (января) — −11,5 — −10,5 °C (абсолютный минимум — −30 °C); самого тёплого месяца (июля) — 19,5 — 20,5 °C (абсолютный максимум — 32 °С). Среднегодовое количество атмосферных осадков составляет около 501 мм, из которых большая часть выпадает в тёплый период. Продолжительность залегания снежного покрова составляет в среднем 135 дней.

### Часовой пояс
Деревня Свищёвка, как и вся Тамбовская область, находится в часовой зоне МСК (московское время). Смещение применяемого времени относительно UTC составляет +3:00.

## Население
| 2002 | 2010 | 2012 | 2013 | 2014 | 2015 |
| ---- | ---- | ---- | ---- | ---- | ---- |
| 74   | ↘33  | ↗37  | ↘28  | ↘26  | ↘25  |

### Половой состав
По данным Всероссийской переписи населения 2010 года, в гендерной структуре населения мужчины составляли 51,5 %, женщины — соответственно 48,5 %.

### Национальный состав
Согласно результатам переписи 2002 года, в национальной структуре населения русские составляли 100 % из 74 чел.